# Diplycosia crenulata
Diplycosia crenulata är en ljungväxtart som beskrevs av Herman Otto Sleumer. Diplycosia crenulata ingår i släktet Diplycosia och familjen ljungväxter. Inga underarter finns listade i Catalogue of Life.